# アグジャバディ県
アグジャバディ県(アグジャバディけん、アゼルバイジャン語: Ağcabədi)はアゼルバイジャンのアラン経済地区の県。
県都はアグジャバディ。

## 歴史
1930年、アグジャバディ県が設置された。
1963年、アグダム県に編入された。
1965年、アグダム県から分離・再設置された。

## 地理
首都バクーから374km、アグダムから45km離れている。
北から時計回りに
- バルダ県
- ザルダブ県（英語版）
- ベイラガン県（英語版）
- フィズリ県
- ホジャヴェンド県（英語版）
- アグダム県

に接している。

## 著名人
- ウゼイル・ハジベヨフ(Üzeyir Əbdülhüseyn oğlu Hacıbəyov) – 1885年～1948年。作曲家。
- ヴァジフ・アディゴザロフ(Vasif Zülfüqar oğlu Adıgözəlov) - 1935年～2006年。作曲家。